# Moussy-Verneuil
Moussy-Verneuil és un municipi francès situat al departament de l'Aisne i a la regió dels Alts de França. L'any 2007 tenia 128 habitants.

## Demografia

### Població
El 2007 la població de fet de Moussy-Verneuil era de 128 persones. Hi havia 48 famílies de les quals 12 eren unipersonals (4 homes vivint sols i 8 dones vivint soles), 16 parelles sense fills i 20 parelles amb fills.
La població ha evolucionat segons el següent gràfic:
Habitants censats

### Habitatges
El 2007 hi havia 65 habitatges, 47 eren l'habitatge principal de la família, 10 eren segones residències i 8 estaven desocupats. Tots els 65 habitatges eren cases. Dels 47 habitatges principals, 40 estaven ocupats pels seus propietaris, 6 estaven llogats i ocupats pels llogaters i 1 estava cedit a títol gratuït; 3 tenien dues cambres, 5 en tenien tres, 8 en tenien quatre i 32 en tenien cinc o més. 36 habitatges disposaven pel capbaix d'una plaça de pàrquing. A 22 habitatges hi havia un automòbil i a 23 n'hi havia dos o més.

### Piràmide de població
La piràmide de població per edats i sexe el 2009 era:
| Homes | Edats   | Dones |
| ----- | ------- | ----- |
| 0     | 95 o +  | 0     |
| 0     | 90 a 94 | 0     |
| 0     | 85 a 89 | 4     |
| 0     | 80 a 84 | 0     |
| 8     | 75 a 79 | 12    |
| 4     | 70 a 74 | 0     |
| 4     | 65 a 69 | 0     |
| 0     | 60 a 64 | 4     |
| 4     | 55 a 59 | 0     |
| 0     | 50 a 54 | 4     |
| 8     | 45 a 49 | 4     |
| 0     | 40 a 44 | 4     |
| 0     | 35 a 39 | 4     |
| 12    | 30 a 34 | 0     |
| 0     | 25 a 29 | 4     |
| 4     | 20 a 24 | 0     |
| 0     | 15 a 19 | 4     |
| 0     | 10 a 14 | 4     |
| 4     | 5 a 9   | 8     |
| 4     | 0 a 4   | 0     |

## Economia
El 2007 la població en edat de treballar era de 73 persones, 46 eren actives i 27 eren inactives. De les 46 persones actives 39 estaven ocupades (23 homes i 16 dones) i 7 estaven aturades (3 homes i 4 dones). De les 27 persones inactives 4 estaven jubilades, 13 estaven estudiant i 10 estaven classificades com a «altres inactius».
Activitats econòmiques
L'únic establiment que hi havia el 2007 era d'una empresa de fabricació d'elements pel transport.
L'any 2000 a Moussy-Verneuil hi havia 4 explotacions agrícoles.

## Poblacions properes
El següent diagrama mostra les poblacions més properes.